# Брасатортас
Брасатортас (ісп. Brazatortas) — муніципалітет в Іспанії, у складі автономної спільноти Кастилія-Ла-Манча, у провінції Сьюдад-Реаль. Населення — 1119 осіб (2010).
Муніципалітет розташований на відстані близько 200 км на південь від Мадрида, 48 км на південний захід від Сьюдад-Реаля.
На території муніципалітету розташовані такі населені пункти: (дані про населення за 2010 рік)
- Брасатортас: 964 особи
- Ла-Естасьйон: 155 осіб
- Ла-Гарганта: 0 осіб

## Демографія
Динаміка населення (INE ):

## Галерея зображень

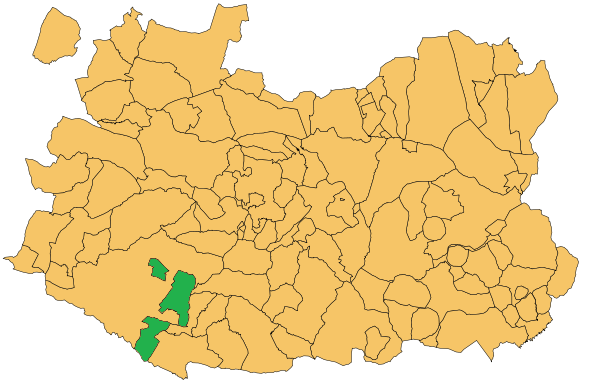
Розташування муніципалітету у провінції Сьюдад-Реаль